# Hen (pronomen)
 For alternative betydninger, se Hen. (Se også artikler, som begynder med Hen)
Hen er et kønsneutralt personligt pronomen på svensk og nogle andre sprog der har indlånt det. 
Det kan bruges, når en persons køn ikke er kendt, eller når det ikke er ønskeligt at angive dem som enten "hun" eller "han". Ordet blev først foreslået i 1966 og igen i 1994 med henvisning til det finske pronomen hän som dækker over både han og hun. Det fik udbredt anerkendelse i Sverige omkring 2010, hvor det begyndte at blive brugt i bøger, magasiner og aviser og fremkaldte mediedebatter og kontroverser om feminisme, kønsneutralitet og opdragelse. Ordet er blevet optaget i Svenska Akademiens ordlista, og Språkrådet i Sverige har udstedt anbefalinger om brugen og bøjningen af hen.
På dansk bruges hen også, men i et mindre omfang, og Dansk Sprognævn har i 2023 lavet anbefalinger om brugen af det.

## Svensk

### Historie
Som et kønsneutralt pronomen blev hen første gang foreslået på svensk i 1966, da sprogforsker Rolf Dunås foreslog det i regionsavisen Upsala Nya Tidning. I 1994 blev det igen foreslået af sprogforsker Hans Karlgren i den nationale avis Svenska Dagbladet som et praktisk alternativ til mere komplicerede litterære alternativer, med henvisning til det finske pronomen hän. I 2008 blev det feministiske kulturmagasin Ful det første til at vedtage en konsekvent brug af hen. I 2009 tilføjede Nationalencyklopedin en artikel om hen hvor de beskriver det som et "foreslået kønsneutralt personligt pronomen i stedet for hon og han".
I 2010 blev den tidlige brug af ordet mødt med latterliggørelse og skepsis. Klummeskribent Lisa Magnusson hånede det som et "mega-feministisk stykke fjerkræ". I begyndelsen af 2012 skabte en række interviews og artikler om brugen af hen i Dagens Nyheter, en af Sveriges førende aviser, udbredt debat. Brug af hen overfor små børn blev anset for at være særligt kontroversielt, hvilket udløste kritiske reaktioner fra den brede offentlighed, embedsmænd i den offentlige dagpleje og medieeksperter. Børnehaven Egalia  i Södermalm havde tidligt taget brugen af hen til sig som en del af deres kønsneutrale pædagogik. Politikken udløste debat og kontrovers i Sverige og fik bred opmærksomhed i internationale medier i 2011-2012.
I januar 2012 udkom børnebogen Kivi och Monsterhund af Jesper Lundqvist. Bogen brugte konsekvent hen i stedet for han eller hon og udløste en livlig mediedebat. I februar 2012-udgaven af Nöjesguiden, et Stockholm-baseret månedsblad om kunst og underholdning, blev hen brugt konsekvent i alle tekster med undtagelse af direkte citater.
I september 2012 udstedte Dagens Nyheter forbud mod brug af hen i sine artikler efter råd fra chefredaktør Gunilla Herlitz. Som en reaktion på dette oprettede journalist og programmør Oivvio Polite webstedet dhen.se, et websted, der afspejlede indholdet af avisens onlineudgave, men med alle forekomster af han og hon erstattet med hen. En medarbejder på Dagens Nyheter reagerede ved at indgive en klage til politiet mod dhen.se for overtrædelse af svensk ophavsret, men trak senere sin anklage tilbage, da avisens ledelse var uvillig til at forfølge sagen. Flyselskabet Norwegian brugte ordet i en annoncekampagne i 2012 med sloganet "The businesshen's airline", som kunne ses på Dagens Nyheters hjemmeside.
I november 2012 lavede den svenske sprogforsker Per Ledin en undersøgelse af brugen af hen i et korpus af svenske blogs. Hans konklusion var, at brugen blandt bloggere havde været støt stigende fra 2009 til 2012, og at det burde betragtes som et etableret ord. Dog udgjorde hen kun 0,001 % af den samlede brug af personlige pronominer. I slutningen af 2012 begyndte hen at blive brugt i officielle dokumenter i nogle offentlige myndigheder. Ankeretten for Nedre Norrland anvendte udtrykket i en kendelse om en politibetjents tjenesteforseelse. I slutningen af 2012 havde ordet genereret så meget omtale, at Hufvudstadsbladet, Finlands største svensksprogede avis i oplag, erklærede, at "hen er kommet for at blive".
I 2013 blev hen brugt i Riksdagen da ligestillingsminister Maria Arnholm brugte det i en debat. I et efterfølgende interview har hun beskrevet ordet som "en praktisk måde at simplificere" og "en smart måde at udvikle sproget på". Efter et møde med Riksdagens formand og partirepræsentanter udsendte Riksdagen en officiel meddelelse om, hen ikke skal bruges i officielle regeringsdokumenter, men at enkelte medlemmer frit kan bruge det i mundtlige debatter og skriftlige forslag.
I starten af 2014 konkluderede Språktidningen at hyppigheden var gået fra én forekomst for hver 13.000 tilfælde af hon/han til lige under 1 ud af 300. I slutningen af juli 2014 meddelte Svenska Akademien at hen i april 2015 ville indgå i Svenska Akademiens ordlista, den mest autoritative retskrivningsordbog over det svenske sprog. Opslaget vil dække to definitioner: som en henvisning til personer, der tilhører et bestemt køn eller tredje køn, eller hvor kønnet ikke er kendt. I maj 2015 blev hen brugt i en lov, i kørekortloven i det selvstyrende område Åland, en del af Finland hvor svensk er et officielt sprog.

### Former og anbefalinger
Det svenske Språkrådet foreslår at bruge den konstruktion, der er mest kontekstuelt passende, når man tager målgruppen i betragtning. Alternativer til hen omfatter den, omskrivning til flertal, at gentage navneordet i stedet for at bruge et pronomen eller bruge formuleringen han eller hon. Rådet fraråder endvidere at bruge henom som akkusativform af hen, med den begrundelse at den ligner honom ('ham') for meget, hvilket undergraver ordets kønsneutrale hensigt, og at kasussystemet, som formen bygger på, er et levn, der ikke længere bruges i svensk. hen anbefales i stedet som både nominativ- og akkusativform, fx i en sætning som jag såg hen 'jeg så hen'. hens er den anbefalede possesive eller genitive form (dvs. et kønsneutralt alternativ til "hendes" eller "hans").
Efter ligestillingsministerens brug af hen, og efter et møde med Riksdagens formand og partirepræsentanter, udsendte Riksdagen en officiel meddelelse om, at hen ikke skal bruges i officielle regeringsdokumenter, men at enkelte medlemmer frit kan bruge det i mundtlige debatter og skriftlige forslag. Andre myndigheder, såsom Ligestillingsombudsmanden og Økonomistyrelsen, bruger pronomenet rutinemæssigt.

## Dansk
Dansk har optaget hen fra svensk, men det bruges i mindre grad. Lignende kønsneutrale pronominer er blevet foreslået, som høn, huan, hyn og hæn. På dansk bruges hen både som nominativ- og akkusativform og hens som genitiv. Det bruges primært blandt bestemte grupper. I 2022 nævnte en kommunikationsvejledning fra Københavns Kommune at man bl.a. kunne bruge hen.
Dansk Sprognævn anbefaler at man udviser hensyn til den man omtaler, og at man kan bruge hen (eller flertalspronomet de) hvis man ikke kender den omtaltes ønsker. Hverken hen eller noget andet kønsneutralt personligt pronomen er blevet udbredt nok til at blive optaget i Retskrivningsordbogen eller lignende ordbøger.

## Norsk
Hen bruges på norsk i samme betydning som på svensk og dansk. Ordet blev optaget i Det Norske Akademis ordbok (no) i 2017. Hin har også været brugt på norsk i samme betydning, men det norske Språkrådet har anbefalet at bruge hen i stedet hin.